# Багаті, молоді та красиві
«Багаті, молоді та красиві» (англ. «Rich, Young and Pretty») — американський мюзикл 1951 року. У головних ролях — Джейн Пауелл та Даніель Дар'є.

## Сюжет

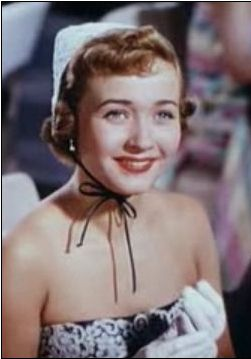
Елізабет Роджерс (Джейн Пауелл)

Юна Елізабет Роджерс — донька багатого власника ранчо у Техасі. Із батьком та економкою вона вирушає до Франції не канікули. Тут мешкає її мати, Марі, яка після розлучення із Джимом Роджерсом повернулася на батьківщину і продовжила виступи у нічному клубі. Зараз у неї закоханий зірка виступів в кабаре Пол Сарнак. Джим Роджерс проти того, щоб Елізабет зустрілася із матір'ю, адже він сказав доньці, що її матір померла. Та Марі дізнається про приїзд дочки і зустрічається з нею, не називаючи себе. Пол у всьому допомагає їй.
У Парижі Елізабет також зустрічає Андре — енергійного молодого француза. Між хлопцем та дівчиною виникають почуття, та батько Елізабет намагається переконати її не повторювати його помилку: одружуватися з людиною з іншого континенту.

## У ролях

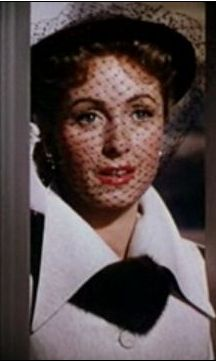
Марі Деварон (Даніель Дар'є)

- Джейн Пауелл — Елізабет Роджерс
- Даніель Дар'є — Марі Деварон
- Венделл Корі — Джим Роджерс
- Вік Дамоне — Андре Мілан
- Фернандо Ламас — Пол Сарнак
- Марсель Даліо — Клод Дюваль
- Уна Меркель — Глінні
- Річард Андерсон — Боб Леннарт
- Жан Мюра — месьє Генрі Мілан
- Джордж Татар — угорський танцівник
- Катрін Татар — угорська танцівниця
- Монік Шанталь — покоївка

## Нагороди
- Фільм номінувався на Оскар 1952 року в категорії найкраща пісня («Wonder Why»).

## Прем'єри
- 9 липня 1951 — США
- 3 грудня 1951 —Швеція
- 29 квітня 1952 — Данія
- 30 травня 1952 — Фінляндія
- 8 липня 1952 — Філіппіни

## Цікавинки
- Дебютна стрічка для Віка Дамоне.
- Перший фільм Даніель Дар'є у Голлівуді після кількарічної перерви.
- Джейн Пауелл під час зйомок була вагітна першою дитиною.